# Satz von Platonow
Der Satz von Platonow ist ein Lehrsatz aus dem mathematischen Gebiet der Gruppentheorie. Aus ihm folgen der Satz von Malcev und das Lemma von Selberg. Er wurde von Wladimir Petrowitsch Platonow bewiesen.

## Definitionen
Es sei {\displaystyle p} eine Primzahl. Eine {\displaystyle p}-Gruppe ist eine Gruppe {\displaystyle G}, in der die Ordnung jedes Elements eine Potenz von {\displaystyle p} ist.
Eine residuell {\displaystyle p}-endliche Gruppe ist eine Gruppe {\displaystyle G}, in der es zu jedem Element {\displaystyle g\in G\setminus \left\{1\right\}} einen surjektiven Gruppenhomomorphismus {\displaystyle f\colon G\to P} auf eine endliche {\displaystyle p}-Gruppe {\displaystyle P} gibt mit
{\displaystyle f(g)\not =e}, wobei {\displaystyle e\in P} das neutrale Element bezeichnet.
Eine virtuell residuell {\displaystyle p}-endliche Gruppe ist eine Gruppe {\displaystyle G}, die eine Untergruppe {\displaystyle H\subset G} von endlichem Index enthält, die residuell {\displaystyle p}-endlich ist.

## Satz von Platonow
Es sei {\displaystyle K} ein Körper und {\displaystyle G\subset GL(n,K)} eine endlich erzeugte Untergruppe der allgemeinen linearen Gruppe.
Wenn die Charakteristik {\displaystyle \mathrm {char} (K)=p} eine Primzahl ist, dann ist {\displaystyle G} eine virtuell residuell {\displaystyle p}-endliche Gruppe.
Wenn {\displaystyle \mathrm {char} (K)=0} ist, dann ist {\displaystyle G} eine virtuell residuell {\displaystyle p}-endliche Gruppe für fast alle Primzahlen {\displaystyle p}.

## Anwendungen
Aus dem Satz von Platonow folgen zwei grundlegende und häufig verwendete Eigenschaften endlich erzeugter Matrixgruppen, nämlich der Satz von Malcev (endlich erzeugte Untergruppen von {\displaystyle GL(n,\mathbb {C} )} sind residuell endlich) und das Lemma von Selberg (endlich erzeugte Untergruppen von {\displaystyle GL(n,\mathbb {C} )} sind virtuell torsionsfrei).